# Robert Saundby

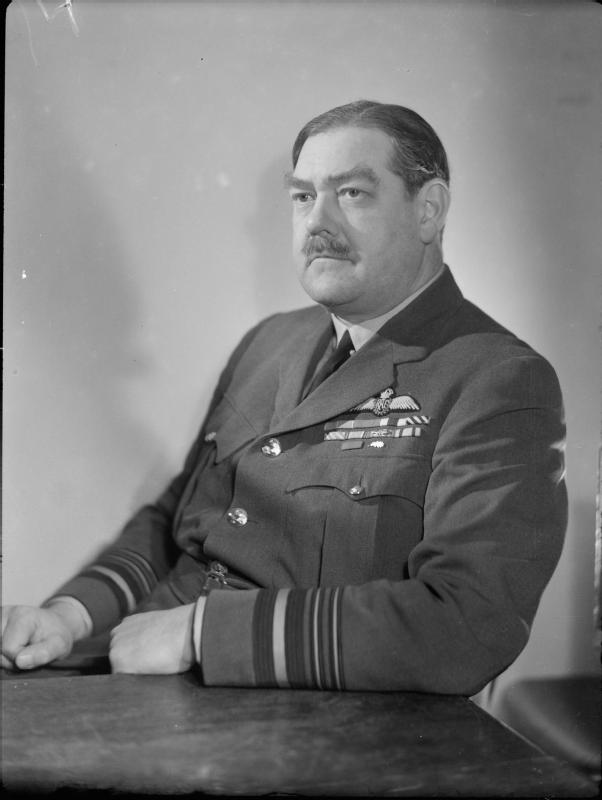
Saundby während des Zweiten Weltkriegs

Sir Robert Henry Magnus Spencer Saundby KCB, KBE, MC, DFC, AFC DL (* 26. April 1896 in Birmingham; † 25. September 1971 in Burghclere, Hampshire) war ein britischer Offizier, zuletzt Air Marshal der Royal Air Force. Er war im Zweiten Weltkrieg unter anderem „rechte Hand“ von Arthur Harris als Senior Air Staff Officer bzw. Deputy Air Officer Commanding des RAF Bomber Command.

## Leben
Saundby, Sohn des Medizinprofessors Robert Saundby, verließ 1913 die St Edward’s School in seiner Heimatstadt und nahm zunächst eine Stelle bei der London and North Western Railway an. Vor dem Ersten Weltkrieg Angehöriger der Territorial Force, wurde er 1914 als einfacher Soldat Mitglied des Royal Warwickshire Regiment, in dem er 1915 zum Offizier befördert wurde. Im Januar 1916 wurde er zum Royal Flying Corps abkommandiert und wurde nach Absolvierung seiner Flugausbildung im Juni Flying Officer in der No. 24 Squadron an der Westfront, die mit Airco D.H.2 ausgerüstet war. Er war im November 1916 an dem Gefecht beteiligt, in dem Lanoe Hawker von Manfred von Richthofen abgeschossen wurde. Im Februar 1917 kam Saundby zur No. 41 Squadron des RFC, die auf Royal Aircraft Factory F.E.8 flog. Im selben Jahr wechselte er zur No. 37 (Home Defence) Squadron auf der Orfordness Experimental Station des RFC und war im Juni am Abschuss des deutschen Marineluftschiffs L 48 beteiligt, wofür er das Military Cross erhielt. Es war sein fünfter Luftsieg, womit er zum Fliegerass avancierte. Er beendete den Krieg als Captain und Flight Commander in der No. 11 Training Squadron.
1919 besuchte Saundby einen Ausbildungskurs für Flugbootpiloten sowie die School of Naval Co-operation. Im selben Jahr erhielt er den permanenten Rang als Flight Lieutenant in der RAF und war von 1920 bis 1922 als Ausbilder in der No. 1 Flying Training Squadron tätig. Anfang 1922 kam er zur in Ägypten stationierten No. 45 Squadron, die auf Vickers Vernon und Vickers Vimy flog und auch im Irak eingesetzt wurde. Hier lernte er seinen späteren Vorgesetzten im Bomber Command Arthur Harris (Staffelkommandeur) erstmals kennen, daneben auch Ralph Cochrane und Basil Embry. 1925 diente er eine Zeitlang in Aden und gewann hier das Distinguished Flying Cross, bevor er als Ausbilder nach England zurückging. 1926 wurde Saundby Schwarmführer in der No. 58 Squadron auf RAF Worthy Down (erneut unter Harris) und besuchte im folgenden Jahr das RAF Staff College in Andover. Ab 1928 diente er im Stab des Hauptquartiers Wessex Bombing Area.

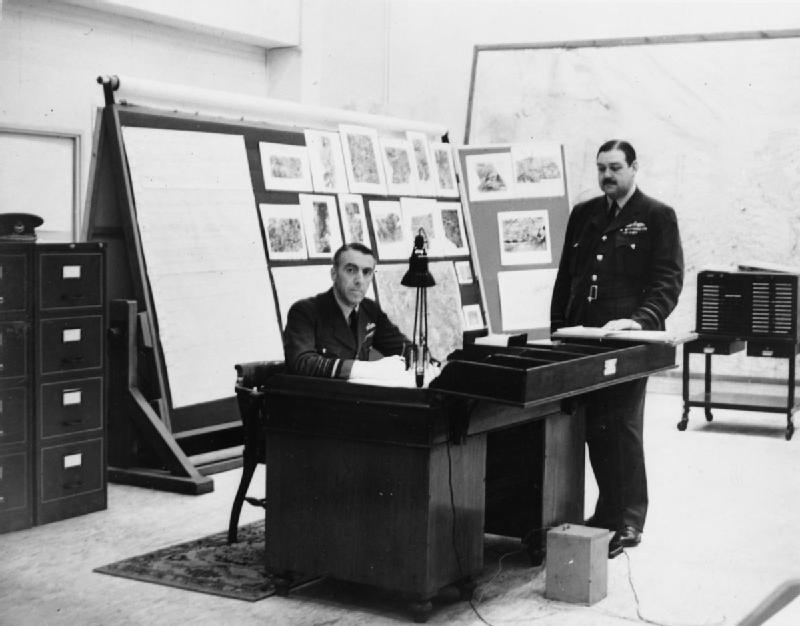
Saundby mit Richard Peirse

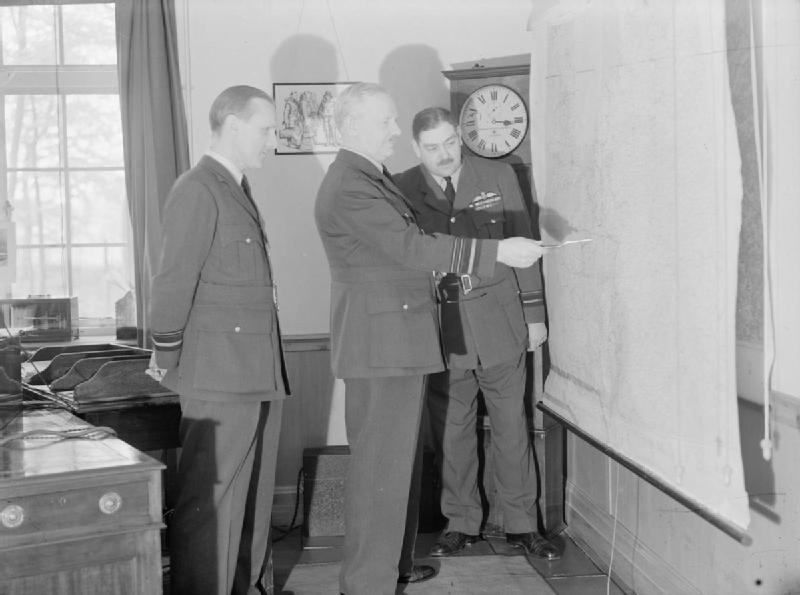
Saundby mit Harris und Ronald Graham beim Kartenstudium

Im Juni 1931 wurde Saundby ins Directorate of Operations and Intelligence des Air Staff versetzt. 1933 absolvierte er den Kurs am Imperial Defence College und kam anschließend in den Aufsichtsrat des RAF Staff College. Er wurde im Januar 1937 Deputy Director of Operations und ein Jahr später Deputy Director of Operational Requirements. Als Director of Operational Requirements (seit Dezember 1938) begann er den Zweiten Weltkrieg. Im April 1940 wurde er Assistant Chief of the Air Staff (Operational Requirements and Tactics) und im November desselben Jahres Senior Air Staff Officer des Bomber Command, das zu dieser Zeit von Richard Peirse befehligt wurde. Ab Februar 1942 war Arthur Harris sein Vorgesetzter, dessen Flächenangriffskonzept er vorbehaltlos unterstützte. Saundby, zuständig für die Planung der Bomberoperationen gegen Deutschland, führte eine Liste bzw. Kartei von Städten im Deutschen Reich, in der er die Angriffsziele mit Fischnamen (fish codes) bezeichnete. So stand Grayling („Äsche“) für Nürnberg, Trout („Forelle“) für Köln und Dace („Weißfisch“) für Hamburg. Im Juli 1943, während der „Schlacht um Hamburg“, wurde er Stellvertreter von Harris als Deputy AOC-in-C des Bomber Command. Im Februar 1944 stieg er zum Air Marshal auf.
Im März 1946 wurde Saundby aus gesundheitlichen Gründen pensioniert. Er betätigte sich bis zu seinem Tod 1971 als Autor und war ab 1960 Deputy Lieutenant von Berkshire.

## Mitgliedschaften (Auswahl)
- Royal Air Forces Association (Vorsitzender)
- Air League of the British Empire
- Air Cadet Council
- British Legion
- Council of Territorial and Auxiliary Forces Association (Vizevorsitzender)
- Minister of Pensions’ Central Advisory Committee
- Central Council for the Care of the Disabled (Vorsitzender des Exekutivkomitees)
- Berkshire, Buckinghamshire, and Oxfordshire Naturalists’ Trust

Saundby war auch ein passionierter Angler und Lepidopterologe (Schmetterlingskundler). Er war Mitglied der Royal Entomological Society und der Piscatorial Society.

## Schriften (Auswahl)
- Air Bombardment – The Story of its Development (Chatto & Windus, London 1961)
- A Fly-Rod on Many Waters (Stanley Paul, London 1961)
- Early Aviation: Man Conquers the Air (Macdonald and Co., London 1971)

Saundby verfasste ferner das Vorwort zu David Irvings Buch The Destruction of Dresden (1963). Hinzu kommen zahlreiche Aufsätze in militärischen Fachzeitschriften sowie zu naturkundlichen und Angelthemen.